# Plectorrhiza
Plectorrhiza är ett släkte av orkidéer. Plectorrhiza ingår i familjen orkidéer.
Kladogram enligt Catalogue of Life:
| Plectorrhiza | \| \| Plectorrhiza brevilabris \| \| \| \| \| \| Plectorrhiza erecta \| \| \| \| \| \| Plectorrhiza tridentata \| \| \| \| |
|              | \| \| Plectorrhiza brevilabris \| \| \| \| \| \| Plectorrhiza erecta \| \| \| \| \| \| Plectorrhiza tridentata \| \| \| \| |
|              | Plectorrhiza brevilabris                                                                                                   |
|              | |
|              | Plectorrhiza erecta |
|              | |
|              | Plectorrhiza tridentata |
|              | |